# Municipio de Hart (Míchigan)
El municipio de Hart (en inglés: Hart Township) es un municipio ubicado en el condado de Oceana en el estado estadounidense de Míchigan. En el año 2010 tenía una población de 1853 habitantes y una densidad poblacional de 20,89 personas por km².

## Geografía
El municipio de Hart se encuentra ubicado en las coordenadas 43°41′9″N 86°19′59″O / 43.68583, -86.33306. Según la Oficina del Censo de los Estados Unidos, el municipio tiene una superficie total de 88.69 km², de la cual 83,98 km² corresponden a tierra firme y (5,31 %) 4,71 km² es agua.

## Demografía
Según el censo de 2010, había 1853 personas residiendo en el municipio de Hart. La densidad de población era de 20,89 hab./km². De los 1853 habitantes, el municipio de Hart estaba compuesto por el 91,15 % blancos, el 0,32 % eran afroamericanos, el 0,76 % eran amerindios, el 0,22 % eran asiáticos, el 5,07 % eran de otras razas y el 2,48 % eran de una mezcla de razas. Del total de la población el 14,84 % eran hispanos o latinos de cualquier raza.